# Carli Lloyd
Pour les articles homonymes, voir Carli Lloyd (volley-ball) et Lloyd.
Carli Anne Lloyd, née le 16 juillet 1982 à Delran Township dans le New Jersey, est une joueuse de football américaine évoluant au poste de milieu de terrain ou d'attaquante. Elle est membre de l'Équipe des États-Unis féminine de soccer. Elle gagne deux médailles d'or olympiques en 2008 et en 2012 en marquant tous les buts de son équipe en finale, face au Brésil (1-0) et quatre ans plus tard contre le Japon (2-1). Carli Lloyd est la capitaine de la formation qui remporte la Coupe du monde 2015 au Canada où elle inscrit trois buts en treize minutes au cours de la finale remportée devant le Japon 5-2 le 5 juillet 2015 à Vancouver. Elle devient également la meilleure joueuse féminine de 2015 le 11 janvier lors de la cérémonie du Ballon D'Or 2016. Le 16 aout 2021, elle annonce mettre fin à sa carrière internationale en automne et à sa carrière en club à la fin de la saison.

## Jeunesse
Fille de Stephen et Pamela Lloyd, Carli est élevée, avec son frère Stephen et sa sœur Ashley, dans le Delran Township, communauté du New Jersey à 20 minutes environ de Philadelphie. Lloyd commence à jouer au football à l'âge de cinq ans. Sa mère, Pamela, donnera des explications concernant les débuts de sa fille : « At that age, it was coed, and Carli was hanging with the boys. She always loved it and showed a lot of ability from an early age, but she also has always worked hard. »,. 
Carli Lloyd étudie à la Delran High School de 1997 à 2000 et joue au football sous la tutelle de Rudy Klobach. Au lycée, Lloyd est connue pour son excellent contrôle de balle et sa faculté à distribuer les ballons depuis le milieu de terrain.  

## Carrière professionnelle

### Carrière en club
Entre 2001 et 2004, Lloyd joue au football pour l'Université Rutgers avec les Rutgers Scarlet Knights. Elle est élue recrue de l'année en 2001 et elle est dans l'équipe d'étoiles de la conférence All-Big East de la NCAA pendant 4 saisons consécutives.
Durant la saison des vacances scolaires, elle joue dans la W-League : au Central Jersey Splash en 1999,  au New Brunswick Power en 2000, au South Jersey Banshees en 2001 et au Wildcats du New Jersey  en 2004. Avec ces derniers, elle remporte le titre de la Conférence de l'Est de la W-League.
Lors de la création de la ligue professionnelle américaine Women's Professional Soccer, Lloyd est repêchée par les Red Stars de Chicago. Durant la saison 2009, elle joue 16 matchs (14 titularisations, 1313 minutes) et marque 2 buts. Après cette saison décevante, Lloyd n'est pas protégée par son club au repêchage de la ligue et est déclarée agent libre sans contrat. Elle est recrutée par Sky Blue FC puis échangée au cours de la saison 2010 au Atlanta Beat. Elle y joue le reste de la saison 2010 et la saison 2011.
Le 11 janvier 2013, elle est mise à disposition du Western New York Flash, jouant dans la nouvelle National Women's Soccer League.

### Carrière en sélection

#### États-Unis -21 ans
Carli Lloyd fait partie de l'équipe féminine des moins de 21 ans avant d'accéder à l'équipe senior des Etats-unis, à 23 ans. Avec cette équipe de jeunes, elle participe à quatre reprises à la Nordic Cup et remporte autant de titres dans la compétition entre 2002 et 2005. Elle délivre une passe décisive lors de l'édition 2003 de la compétition et permet à son équipe de remporte sur le score de 1 but à 0 son match face au Danemark. L'année suivante, elle participe à l'ensemble des matchs de son équipe et marque 2 buts et délivre une passe décisive. En 2005, elle marque trois buts dans la compétition dont un durant dernier match de la Nordic Cup contre la Norvège (victoire 4-1). 

#### Equipe senior
Sa première apparition en équipe nationale des États-Unis a lieu le 10 juillet 2005 contre l'Ukraine. Elle inscrit son premier but le 1er octobre 2006 contre la Taïwan. 
Nommée meilleure joueuse lors de l'Algarve Cup en 2007, elle est une titulaire indiscutable de la sélection américaine. En 2008 à l'occasion des Jeux olympiques de 2008 à Pékin, elle inscrit l'unique but de la finale entre sa sélection et le Brésil durant les prolongations, permettant aux États-Unis d'inscrire pour la troisième fois son nom au palmarès de cette compétition en quatre éditions.
En avril 2010 elle subit une blessure à la cheville qui l'éloigne du jeu de l'équipe nationale pour la saison . Elle reprend  l'entraînement, juste à temps pour commencer les préparatifs de la Coupe du monde féminine 2011 avec le Tournoi des quatre nations en Chine en janvier 2011. Lors de la Coupe du monde féminine 2011 qui voit les Américaines échouer en finale, elle marque un but lors de la victoire 3-0 contre la Colombie.
Elle fait partie de l'équipe américaine championne olympique aux Jeux olympiques d'été de 2012.
Lors de la Coupe du monde féminine 2015, elle devient la première joueuse à inscrire un triplé dans une finale (3e, 5e, 16e), dont l'un depuis le milieu du terrain. Elle permet ainsi à l'équipe des États-Unis de remporter son 3e titre en battant le Japon 5-2. À la suite de ses performances, Carli Lloyd est nommée Ballon d'Or (meilleure joueuse du tournoi), confirmant une fois de plus qu'elle est une joueuse des grands rendez-vous.
Le 16 aout 2021, elle annonce mettre fin à sa carrière internationale en automne et à sa carrière en club à la fin de la saison.

### Style de jeu
Bien qu'elle ait été critiquée, présentée comme très irrégulière et perdant beaucoup de ballons au début de sa carrière, Carli Lloyd est rapidement devenue l'une des meilleures joueuses du monde. Elle est principalement connue pour sa détermination, son mental et son professionnalisme. Battante et persévérante, elle possède une excellente technique, tant au niveau de ses contrôles que de ses passes ou ses tirs,,. Son endurance, sa force et ses tacles lui permettent d'épauler ses coéquipiers défensivement, mais ses projections vers l'avant, son positionnement et sa qualité dans les derniers gestes lui permettent, aussi, de participer à l'animation offensive de son équipe,. Toutes ses qualités offensives et défensives lui permettent ainsi d'occuper l'intégralité des postes au milieu de terrain. Carli Lloyd commence sa carrière en tant que milieu de terrain défensif mais son positionnement devient de plus en plus offensif au fil de sa carrière. Elle préfère d'ailleurs être en soutien de ses attaquants, haut sur le terrain,. Lloyd se forge rapidement une réputation de "clutch player", c'est-à-dire de joueuse décisive dans les grands moments, puisqu'elle marque régulièrement des buts clés pour son équipe - comme son triplé en finale de coupe du monde 2015. Dotée d'une frappe puissante, elle est capable de marquer depuis n'importe quelle position sur le terrain - comme son lob en finale de la coupe du monde 2015 - et peut conclure des actions aussi bien des pieds que de la tête,. 

### Vie privée
Carli Lloyd vit avec son fiancé, Brian Hollins, à Mount Laurel dans le New Jersey. Elle a aidé l'organisation Habitat for Humanity International.

## Statistiques

### En club
| Saison                | Club                   | Championnat           | Championnat | Championnat | Coupe(s) nationale(s) | Coupe(s) nationale(s) | Compétition(s) continentale(s) | Compétition(s) continentale(s) | Compétition(s) continentale(s) | Autres compétitions | Autres compétitions | Autres compétitions | Total | Total |
| Saison                | Club                   | Division              | M.          | B.          | M.                    | B.                    | Comp.                          | M.                             | B.                             | Comp.               | M.                  | B.                  | M.    | B.    |
| 2009                  | Chicago Red Stars      | W-League              | 16          | 2           | -                     | -                     | -                              | -                              | -                              | -                   | -                   | -                   | 16    | 2     |
| 2010                  | Sky Blue FC            | W-League              | 5           | 0           | -                     | -                     | -                              | -                              | -                              | -                   | -                   | -                   | 5     | 0     |
| 2011                  | Atlanta Beat           | WPS                   | 10          | 2           | -                     | -                     | -                              | -                              | -                              | -                   | -                   | -                   | 10    | 2     |
| 2013                  | Western New York Flash | NWSL                  | 15          | 8           | -                     | -                     | -                              | -                              | -                              | Séries              | 2                   | 2                   | 17    | 10    |
| 2014                  | Western New York Flash | NWSL                  | 19          | 8           | -                     | -                     | -                              | -                              | -                              | -                   | -                   | -                   | 19    | 8     |
| Sous-total            | Sous-total             | Sous-total            | 36          | 18          | -                     | -                     | -                              | -                              | -                              | -                   | -                   | -                   | 36    | 18    |
| 2015                  | Houston Dash           | NWSL                  | 12          | 4           | -                     | -                     | -                              | -                              | -                              | -                   | -                   | -                   | 12    | 4     |
| 2016                  | Houston Dash           | NWSL                  | 7           | 5           | -                     | -                     | -                              | -                              | -                              | -                   | -                   | -                   | 7     | 5     |
| 2017                  | Manchester City (prêt) | FA WSL                | 4           | 0           | 0                     | 0                     | WCL                            | 4                              | 1                              | -                   | -                   | -                   | 8     | 1     |
| 2017                  | Houston Dash           | NWSL                  | 8           | 2           | -                     | -                     | -                              | -                              | -                              | -                   | -                   | -                   | 8     | 2     |
| Sous-total            | Sous-total             | Sous-total            | 27          | 11          | -                     | -                     | -                              | -                              | -                              | -                   | -                   | -                   | 27    | 11    |
| 2018                  | Sky Blue FC            | NWSL                  | 18          | 4           | -                     | -                     | -                              | -                              | -                              | -                   | -                   | -                   | 18    | 4     |
| 2019                  | Sky Blue FC            | NWSL                  | 3           | 2           | -                     | -                     | -                              | -                              | -                              | -                   | -                   | -                   | 3     | 2     |
| Sous-total            | Sous-total             | Sous-total            | 21          | 6           | -                     | -                     | -                              | -                              | -                              | -                   | -                   | -                   | 21    | 6     |
| Total sur la carrière | Total sur la carrière  | Total sur la carrière | 117         | 37          | 0                     | 0                     | -                              | 4                              | 1                              | -                   | 2                   | 2                   | 123   | 40    |

## Palmarès

### États-Unis
- Médaille d'or aux Jeux olympiques d'été de 2008
- Médaille d'or aux Jeux olympiques d'été de 2012
- Médaille de bronze aux Jeux olympiques d'été de 2020
- Vainqueur de la Coupe du monde 2015 et de la Coupe du monde 2019
- Vainqueur du Championnat féminin de la CONCACAF en 2014, 2018
- Vainqueur de la Coupe SheBelieves en 2016, 2018, 2020, 2021
- Vainqueur de l'Algarve Cup en 2007, 2008, 2010, 2011, 2013, 2015

### Manchester City
- Vainqueur de la Coupe FA en 2017

## Distinctions personnelles
- Joueuse mondiale de la FIFA en 2015[18]
- Joueuse mondiale de la FIFA en 2016
- Nommée dans l'équipe type de la FIFA FIFPro Women's World11 en 2015 et 2016.

### Note
1. ↑  A cet âge-là, c'était mixte, et Carli traînait avec les garçons. Elle a toujours aimé ça et montrait d'excellentes capacités pour son jeune âge, mais elle était également très travailleuse.